# Louis Poinsot

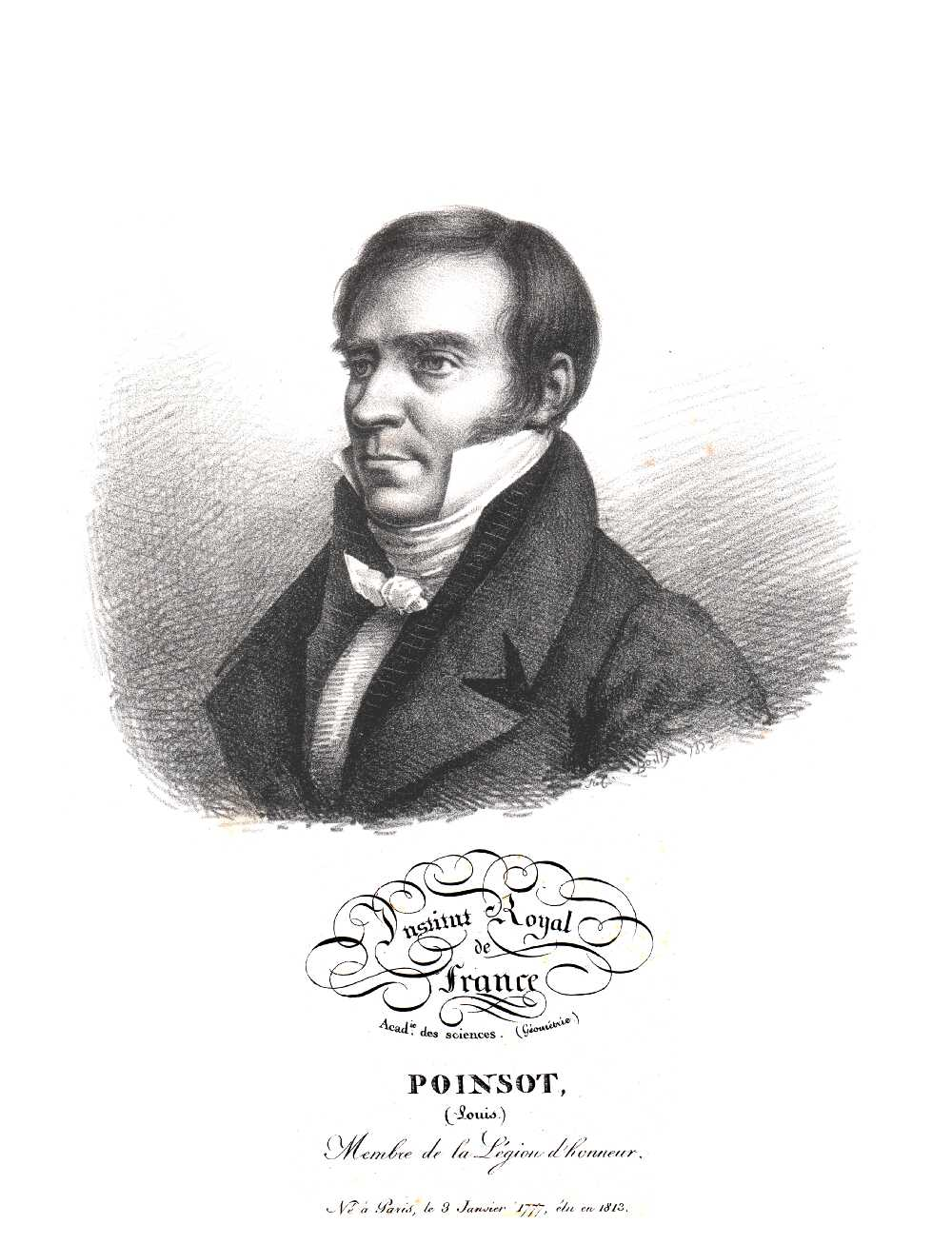
Louis Poinsot

Louis Poinsot (Parijs, 3 januari 1777 - ?, 1859) was een Franse wiskundige en een van de grondleggers van de mechanica. 
Poinsot ontdekte de Kepler-poinsot-lichamen in 1809. Hij is een van de 72 Fransen wier namen in reliëf op de Eiffeltoren zijn aangebracht.
- Bibliothèque nationale de France: cb119201147 (data)
- Catàleg d'autoritats de noms i títols de Catalunya: 981058514574806706
- CiNii: DA09547130
- Gemeinsame Normdatei: 117688274
- International Standard Name Identifier: 0000 0001 0864 3711
- Library of Congress Control Number: nb2003103094
- Mathematics Genealogy Project: 293426
- Nationale Bibliotheek van Tsjechië: js2007409728
- Nationale bibliotheek van Australië: 35688434
- Nationale Bibliotheek van Israël: 987007286834505171
- Nederlandse Thesaurus van Auteursnamen: 090431472
- Istituto Centrale per il Catalogo Unico: MILV295928
- SNAC: w6s25gc8
- Système universitaire de documentation: 027077144
- Trove: 1043337
- Virtual International Authority File: 4935248
- WorldCat: E39PBJghqQKy6MHxWCKqpbvj4q